# 尼娜·布拉维
尼娜·布拉维（Nina Bouraoui，1967年—），法国小说家和词曲作者，出生于雷恩，父亲是阿尔及利亚人，母亲是法国人。她在阿尔及尔度过了人生的前14年，曾居住在苏黎世和阿布扎比，现居于巴黎。
她的小说大多是用第一人称写的，除了《在男人们面前》，作者称该书为“自动小说”。《海鳗的球》也是如此，它和也有一个男性叙述者。自1991年创作第一部小说以来，布劳伊一直承认玛格丽特·杜拉斯对她作品的影响，尽管她的小说和歌曲中也融入了许多其他艺术家的生命叙事和作品的影响。《我的坏想法》尤其如此，书中打上了埃尔韦·吉贝尔、安妮·埃尔诺、大卫·林奇、艾琳·格雷和维奥莱特·莱杜克等人的印记。身份、欲望、记忆、写作、童年和名人文化是她作品的重要主题。